# Franciszek Katkowski
Franciszek Katkowski (ur. w 1906 w Witebsku, zm. w połowie września 1944 na Pradze) – oficer, uczestnik II wojny światowej w szeregach Armii Czerwonej i Wojska Polskiego. Kawaler orderu Virtuti Militari.
Syn Włodzimierza Katkowskiego, Polaka mieszkającego z rodziną w Witebsku w Rosji. Edukację zakończył, jako absolwent instytutu Ekonomiki i Planowania w Mińsku i rozpoczął pracę jako ekonomista. W 1932 roku został powołany do służby w Armii Czerwonej. Po ukończeniu szkoły dowódców w Bobrujsku zadecydował o kontynuowaniu kariery w wojsku. Po ataku III Rzeszy na Związek Radziecki, walczył na froncie do lutego 1943 roku. Służbę frontową przerwało leczenie z powodu odniesionych ran. 
W czerwcu 1943 roku jako Polak z pochodzenia, został skierowany przez dowództwo ACz do armii polskiej utworzonej w ZSRR. Powierzono mu dowództwo kompanii w 3 pułku piechoty. W trakcie bitwy pod Lenino, został ciężko ranny w klatkę piersiową. Po bitwie został odznaczony  Medalem „Zasłużony na Polu Chwały”. Następnie przeszedł wraz z 3 pp szlak bojowy zakończony na warszawskiej Pradze. Prawdopodobnie poległ 11 września 1944 roku w trakcie szturmu na pozycje niemieckie.

## Ordery i odznaczenia
- Order Czerwonej Gwiazdy
- Medal „Zasłużonym na Polu Chwały”
- Virtuti Militari V klasy (pośmiertnie)[4]